# Сборная Германии по футболу на чемпионате мира 2014 года
Сборная Германии по футболу выступила на Чемпионате мира по футболу 2014 года и стала его победителем, став чемпионом мира в 4-й раз.
Состав: Чемпионат мира по футболу 2014 (составы)#Группа G, главный тренер Йоахим Лёв
- Отборочный турнир: Чемпионат мира по футболу 2014 (отборочный турнир, УЕФА, группа C) — 9 выигрышей, 1 ничья, 0 поражений
- Групповой этап Чемпионат мира по футболу 2014. Группа G (города Салвадор, Форталеза, Ресифи) — 2 выигрыша, 1 ничья
- 1/8 финала: Германия — Алжир 2:1 (0:0) д.в.[1]
- 1/4 финала: Франция — Германия 0:1 (0:1)[2]
- 1/2 финала: Бразилия — Германия 1:7 (0:5)[3]
- Финальный матч: Германия — Аргентина 1:0 (0:0) д.в. (стадион «Маракана» в Рио-де-Жанейро)

## Факты
Сборная Германии после первого матча группового этапа стала единственной командой, которая провела на чемпионатах мира 100 встреч (бразильцы, хоть и чаще становились чемпионами мира, имели на счету только 97 игр).
После поражения сборной Аргентины от команды Германии в финальном матче болельщики «альбиселесте» устроили в Буэнос-Айресе массовые беспорядки, пострадали семь человек.
Сборная Германии впервые стала чемпионом мира как единая сборная (предыдущие три титула были завоёваны сборной ФРГ в период параллельного существования сборной ГДР — в 1954, 1974 и 1990), и ей же впервые (и пока единственной) из неюжноамериканских команд удалось победить на чемпионате мира, проводившемся в Новом Свете. Также немцы не потерпели ни одного поражения на турнире (7 игр — 6 побед, 1 ничья).
В символическую сборную чемпионата мира попало четыре представителя сборной Германии, тренером этой сборной был избран тренер сборной Германии Йоахим Лёв.
Полузащитник Тони Кроос был признан наиболее полезным игроком турнира, согласно индекса производительности от Castrol, официального спонсора турнира.
14 июля 2014 года сайтом Flightradar24 было зафиксировано рекордное число посетителей, когда сотни тысяч болельщиков в режиме онлайн следили за передвижением самолёта авиакомпании Lufthansa, доставившего из Бразилии в Берлин сборную Германии по футболу.